# Martius
Martius (łac. – miesiąc marzec) – w starożytnym kalendarzu rzymskim miesiąc poświęcony bogu wojny – Marsowi, od którego brał nazwę, będący także początkiem sezonu operacji wojskowych. Liczył 31 dni.
1 marca, Kalendy, Matronalia – święto ku czci Junony, matki Marsa, według tradycji miała wydać na świat boga wojny właśnie 1 marca.  Według starego kalendarza 1 marca (nazwa miesiąca od imienia Marsa) rozpoczynał się nowy rok, również pora rozpoczęcia prac polowych. 
Tego dnia ku czci Junony odprawiano uroczyste pochody, składano dary w świątyni i w świętym gaju na Eskwilinie. Na ołtarzach palono kadzidła. Bogini ofiarowywano krowę. Posągi ozdabiano kwiatami i wełnianymi wstążkami. Tego dnia przez miasto przechodziła specjalna procesja niesiono święte tarcze. Saliowie, opiekunowie tarcz boga Marsa przez cały miesiąc w specjalnym tańcu i śpiewie czcili boga wojny. Tego dnia czyszczono broń, odbywały się wyścigi rydwanów. Wiosna była początkiem nowego sezonu wypraw wojennych. Matronalia były świętem zwłaszcza mężatek i dziewic. Tego dnia mężowie obdarowywali żony drobnymi upominkami, spełniali ich życzenia. W święcie mogły brać udział również niewolnice i za przykładem Saturnalia panie domu, usługiwały swym niewolnicom przy stole. W święcie pierwotnie nie mogły brać udziału kobiety parające się prostytucją, pod koniec republiki ten zakaz został złagodzony, a później zniesiony. 
16 marca – święto Jowisza i Marsa –
Jak i cały miesiąc było poświęcone bogu wojny, ale i bogu rolniczemu – uosobieniu rozrostu i męskiej siły i witalności. Tego dnia pytano się bogów, ile lat życia pozostaje obywatelowi. Odbywano małe uczty zakrapiane winem. 
17 marca, Liberalia – stare kapłanki i kapłani ozdobieni wieńcami z bluszczu ofiarowywali Bachusowi ciasta, miód, mięso przyrządzone na słodko. Towarzyszyła temu głośna muzyka, tańce, i swoboda obyczajów. Tego dnia chłopcy w wieku 16–17 lat przywdziewali męskie togi i stawali się pełnoprawnymi obywatelami. 
19 marca, Quinquatrus – rozpoczynało się pięciodniowe święto ku czci Minerwy, patronki tkactwa, muzyków, nauczycieli, uczniów, lekarzy, mówców. To pora ferii dla młodzieży. Święto radosne, z muzyką, czyniono ofiary bogini. Każda z grup, której patronowała bogini wielbiła ją przez te dni. 
26 marca – dzień wolny od tańców Bractwa Saliów. 
30 marca – dzień Salus, bogini pomyślności i dobrobytu. Oddawano jej cześć na Kwirynale, gdzie miała swoją świątynię. 
31 marca – święto bogini Luny.
| Dzień | Nazwa                                       | Nazwa dłuższa       |
| ----- | ------------------------------------------- | ------------------- |
| 1     | Kalendae (Kalendy) Martiis                  | Kal. Mart.          |
| 2     | Ante diem sextum Nonas Martias              | a.d. VI Non. Mart.  |
| 3     | Ante diem quitum Nonas Martias              | a.d. V Non. Mart.   |
| 4     | Ante diem quartum Nonas Martias             | a.d. IV Non. Mart.  |
| 5     | Ante diem tertium Nonas Martias             | a.d. III Non. Mart. |
| 6     | Pridie Nonas Martias                        | Prid. Non. Mart.    |
| 7     | Nonae (Nony) Martiis                        | Non. Mart.          |
| 8     | Ante diem octavum Idus Martias              | a.d. VIII Id. Mart. |
| 9     | Ante diem septimum Idus Martias             | a.d. VII Id. Mart.  |
| 10    | Ante diem sextum Idus Martias               | a.d. VI Id. Mart.   |
| 11    | Ante diem quintum Idus Martias              | a.d. V Id. Mart.    |
| 12    | Ante diem quartum Idus Martias              | a.d. IV Id. Mart.   |
| 13    | Ante diem tertium Idus Martias              | a.d. III Id. Mart.  |
| 14    | Pridie Idus Martias                         | Prid. Id. Mart.     |
| 15    | Idus (Idy) Martiis                          | Id. Mart.           |
| 16    | Ante diem septimum decimum Kalendas Apriles | a.d. XVII Kal. Apr. |
| 17    | Ante diem sextum decimum Kalendas Apriles   | a.d. XVI Kal. Apr.  |
| 18    | Ante diem quintum decimum Kalendas Apriles  | a.d. XV Kal. Apr.   |
| 19    | Ante diem quartum decimum Kalendas Apriles  | a.d. XIV Kal. Apr.  |
| 20    | Ante diem tertium decimum Kalendas Apriles  | a.d. XIII Kal. Apr. |
| 21    | Ante diem duodecimum Kalendas Apriles       | a.d. XII Kal. Apr.  |
| 22    | Ante diem undecimum Kalendas Apriles        | a.d. XI Kal. Apr.   |
| 23    | Ante diem decimum Kalendas Apriles          | a.d. X Kal. Apr.    |
| 24    | Ante diem nonum Kalendas Apriles            | a.d. IX Kal. Apr.   |
| 25    | Ante diem octavum Kalendas Apriles          | a.d. VIII Kal. Apr. |
| 26    | Ante diem septimum Kalendas Apriles         | a.d. VII Kal. Apr.  |
| 27    | Ante diem sextum Kalendas Apriles           | a.d. VI Kal. Apr.   |
| 28    | Ante diem quintum Kalendas Apriles          | a.d. V Kal. Apr.    |
| 29    | Ante diem quartum Kalendas Apriles          | a.d. IV Kal. Apr.   |
| 30    | Ante diem tertium Kalendas Apriles          | a.d. III Kal. Apr.  |
| 31    | Pridie Kalendas Apriles                     | Prid. Kal. Apr.     |